# 千城台站
千城台站（日语：／ Chishirodai eki */?）是一個位於日本千葉縣千葉市若葉區千城台北三丁目，屬於千葉都市單軌電車2號線的高架單軌電車車站。

## 歷史
- 1988年（昭和63年）3月28日：開業。
- 2009年（平成21年）3月14日：引入PASMO。

## 車站構造
此站是對向式月台2面2線的高架車站。

### 月台配置
| 月台 | 路線  | 目的地                                              |
| ---- | ----- | --------------------------------------------------- |
| 1    | 2號線 | 都賀、千葉、千葉港方向                              |
| 2    | 2號線 | （通常是由此月台）往千葉港方向，由千葉站起直通1號線 |

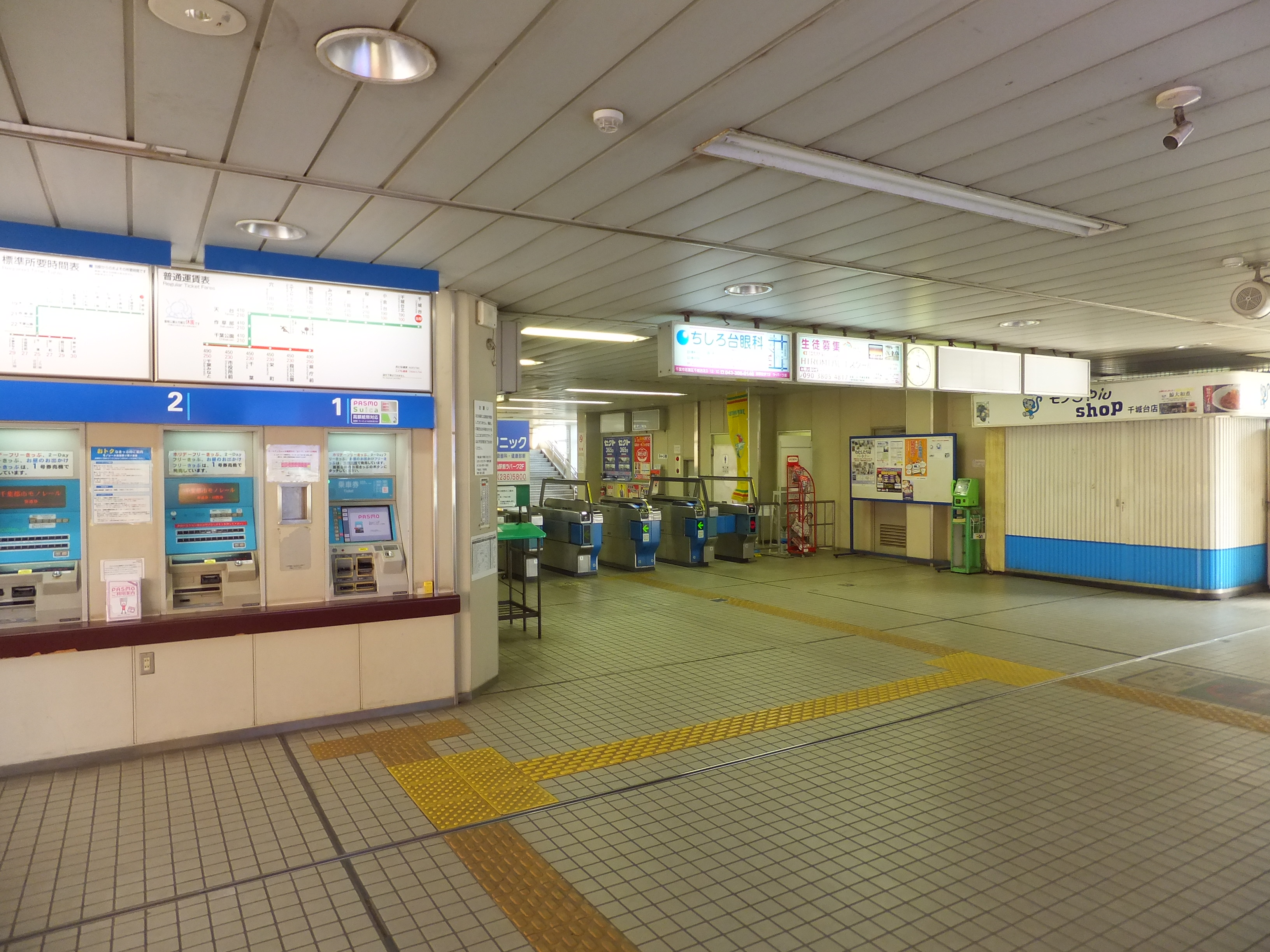
閘口（2012年5月6日）
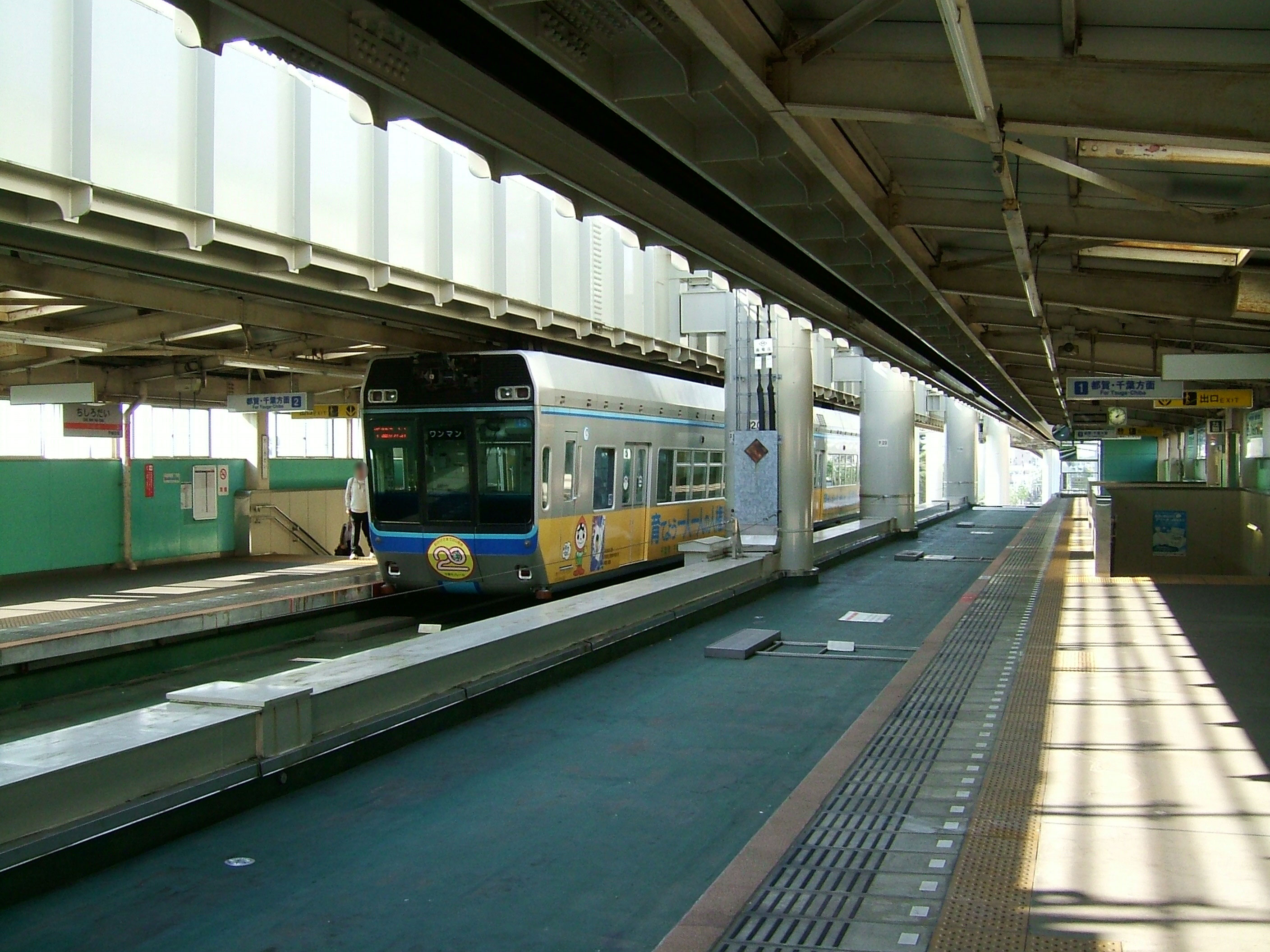
1號月台（2008年10月21日）
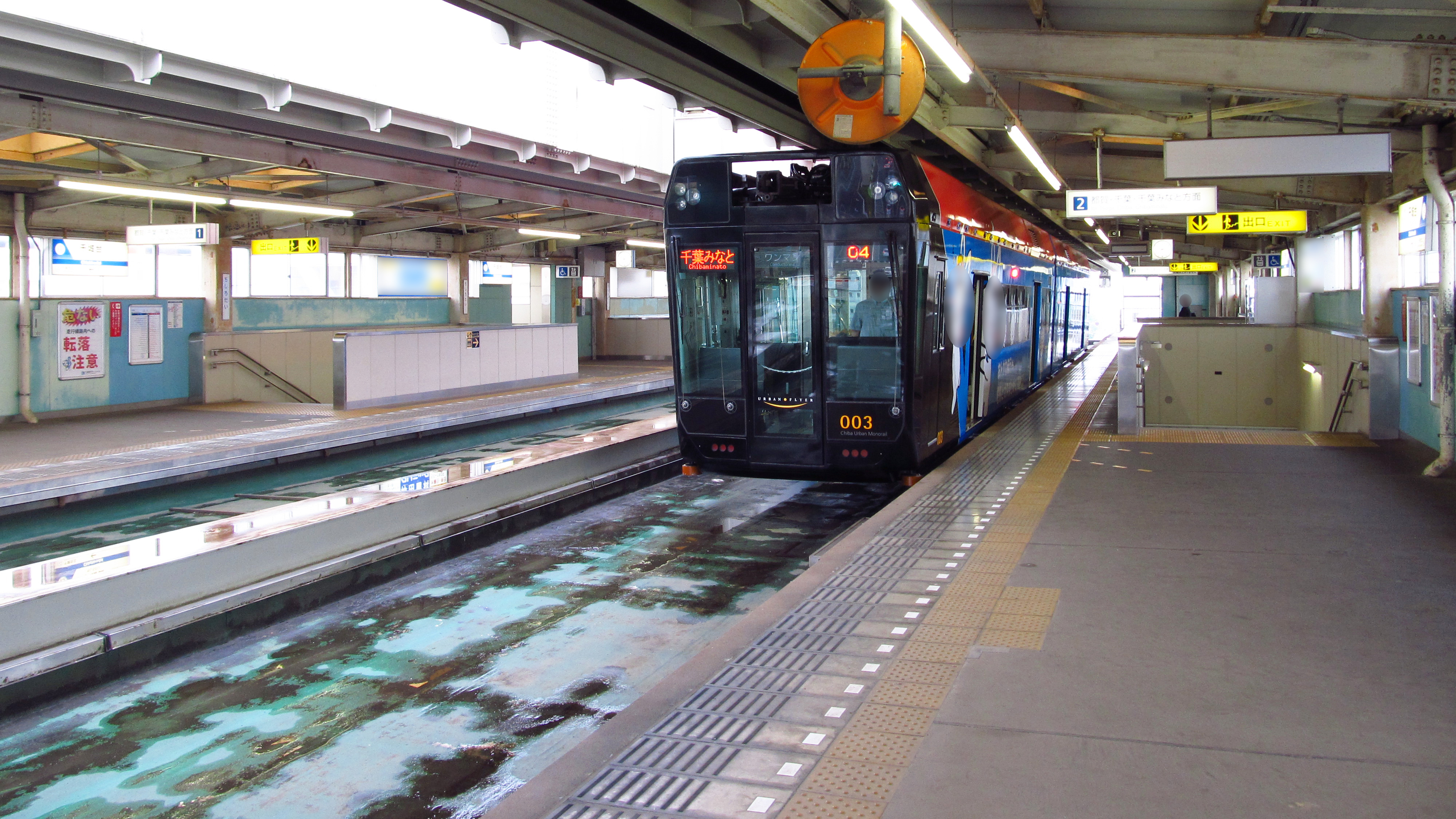
2號月台（2019年7月1日）
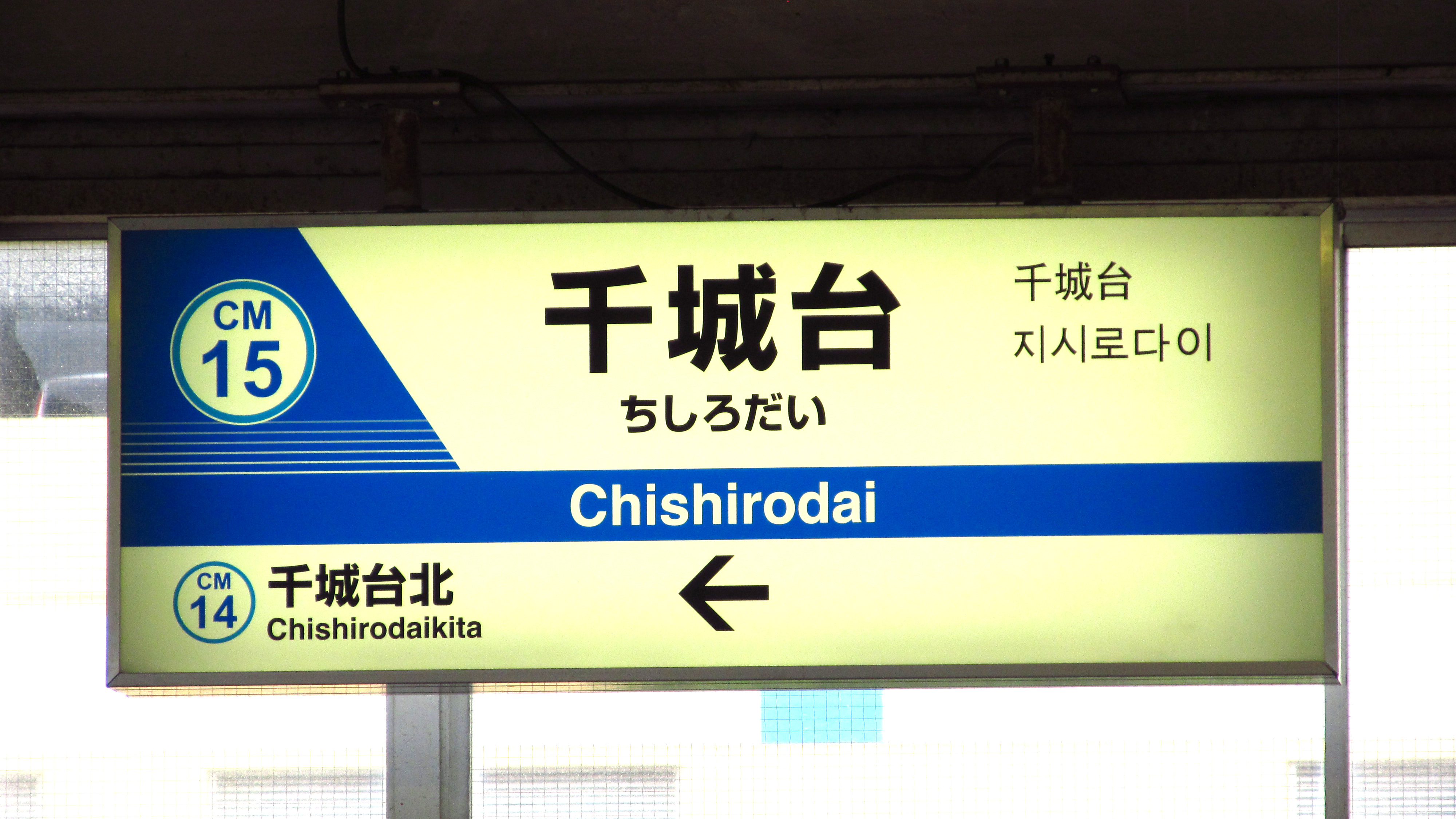
站名牌（2019年7月1日）

## 使用情況
2017年度1日平均上車人次為4,152人。千葉都市單軌電車18個車站當中排行第4位，是除轉乘站以外最多的。
近年1日平均上車人次推移如下表。
| 年度               | 1日平均 上車人次 |
| ------------------ | ---------------- |
| 1999年（平成11年） | 5,404            |
| 2000年（平成12年） | 5,323            |
| 2001年（平成13年） | 5,103            |
| 2002年（平成14年） | 4,866            |
| 2003年（平成15年） | 4,638            |
| 2004年（平成16年） | 4,547            |
| 2005年（平成17年） | 4,482            |
| 2006年（平成18年） | 4,460            |
| 2007年（平成19年） | 4,480            |
| 2008年（平成20年） | 4,436            |
| 2009年（平成21年） | 4,482            |
| 2010年（平成22年） | 4,291            |
| 2011年（平成23年） | 4,136            |
| 2012年（平成24年） | 4,186            |
| 2013年（平成25年） | 4,218            |
| 2014年（平成26年） | 4,172            |
| 2015年（平成27年） | 4,159            |
| 2016年（平成28年） | 4,142            |
| 2017年（平成29年） | 4,152            |

## 相鄰車站
千葉都市單軌電車
 2號線
千城台北（CM14）－千城台（CM15）